# Spintronika
Spintronika (elektronika spinowa, magnetronika) jest odmianą elektroniki. Podczas gdy w tradycyjnych układach scalonych nośnikiem informacji są zmiany w przepływie prądu, w spintronice brany jest pod uwagę również spin elektronu.
W konwencjonalnych układach elektronicznych elementem aktywnym (czynnym) jest na ogół ładunek elektronu, chociaż w niektórych przypadkach spin elektronu odgrywa pewną rolę jako źródło ferromagnetyzmu, to jednak rola ta jest drugorzędna. Spintronika stwarza nowe perspektywy pojawienia się możliwości konstrukcji elementów elektronicznych z zaplanowaną strukturą spinową (np. tzw. komputerów kwantowych).
W spintronice spin elektronu jest aktywnym elementem na równi z jego ładunkiem elektrycznym. Spintronika odgrywa dużą rolę w informatyce kwantowej, w tym w problemach związanych z kwantowymi obliczeniami wykorzystującymi spin elektronu. Spintronika to nowa gałąź tzw. elektroniki mezoskopowej, która wyłoniła się stosunkowo niedawno i jest w początkowej fazie swojego rozwoju.